# Єрмеков Байбек
Байбек Єрмеков (нар. 15 лютого 1900, аул Туркестанського краю, тепер Сариагаського району Туркестанської області, Республіка Казахстан — 18 жовтня 1965, село Абай, тепер Келеського району Туркестанської області, Республіка Казахстан) — радянський казахський діяч, голова Келеського і Сариагаського райвиконкомів Південно-Казахстанської області, голова колгоспу «Кзил-Аскер» Келеського району Південно-Казахстанської області. Герой Соціалістичної Праці (28.03.1948). Депутат Верховної Ради СРСР 1—3-го скликань (1937—1954).

## Біографія
З 1918 по 1929 рік працював мірабом (завідувачем розподілу зрошувальної води) в Південно-Казахстанській області. У 1928 році вступив в колгосп «Кзил-Аскер» Келеського району. З 1930 по 1937 рік — голова колгоспу «Кзил-Аскер» Келеського району Південно-Казахстанської області.
У 1937—1939 роках — голова виконавчого комітету Келеської районної ради Південно-Казахстанської області.
Член ВКП(б) з 1939 року.
У 1939—1944 роках — голова виконавчого комітету Сариагаської районної ради Південно-Казахстанської області.
З 1944 по 1952 рік — голова колгоспу «Кзил-Аскер» Келеського району Південно-Казахстанської області.
У 1945 році колгосп «Кзил-Аскер» під керівництвом Єрмекова зібрав по 18 центнерів бавовни-сирцю з площі 180 гектарів і в 1946 році було зібрано по 21 центнер бавовни-сирцю з 200 гектарів. У 1947 році колгоспом було зібрано 35,5 центнерів бавовни-сирцю з площі 11 гектарів і з решти площі було зібрано по 21,3 центнера бавовни-сирцю. За високі показники в сільськогосподарському виробництві Байбек Єрмеков був удостоєний 28 березня 1948 року звання Героя Соціалістичної Праці.
Потім — на пенсії.

## Нагороди
- Герой Соціалістичної Праці (28.03.1948)
- орден Леніна (28.03.1948)
- два ордени «Знак Пошани»
- орден Вітчизняної війни ІІ ст.
- орден Курмет (посмертно, Республіка Казахстан)
- медалі